# Ličartovce
Ličartovce (em húngaro: Licsérd) é um município da Eslováquia, situado no distrito de Prešov, na região de Prešov. Tem 8,29 km² de área e sua população em 2018 foi estimada em 983 habitantes.

## Demografia
| Ano:        | 1994 | 2004   | 2014   | 2024   |
| ----------- | ---- | ------ | ------ | ------ |
| Broj ljudi: | 956  | 947    | 974    | 972    |
| Razlika:    |      | -0,94% | +2,85% | -0,20% |

| Ano:               | 2023 | 2024   |
| ------------------ | ---- | ------ |
| Número de pessoas: | 960  | 972    |
| Diferença:         |      | +1,25% |